# Nogna
Nogna település Franciaországban, Jura megyében. Lakosainak száma 304 fő (2022. január 1.). Nogna Publy, Marnézia, Mesnois, Poids-de-Fiole és Revigny községekkel határos.

## Népesség
A település népességének változása:
| Lakosok száma | 185  | 187  | 192  | 221  | 278  | 285  | 295  | 296  | 297  | 304  |
|               | 1968 | 1982 | 1990 | 2006 | 2013 | 2015 | 2017 | 2019 | 2020 | 2022 |